# TripleS
tripleS (кор. 트리플에스; /ˈtɹɪpəl:ɛs/; ром. Teulipeul-eseu; яп. トリプルS; стилизуется tripleS) — южнокорейская гёрл-группа, сформированная MODHAUS в 2022 году. Группа была представлена публике в рамках пре-дебютного проекта, который начался в мае 2022 года, где периодически представляли каждую из 24 участниц. Дебют группы состоялся 13 февраля 2023 года с мини-альбомом Assemble.
Они планируют стать первой группой K-pop, которая объединит миры NFT и K-pop. Участницы будут чередоваться между групповыми, саб-юнитами и сольными действиями по выбору фанатов, поскольку они смогут участвовать и общаться с группой, например, определять саб-юниты и контент через NFT. Концепция группы заключается в том, что участницы обладают особой способностью «S», и что они объединят усилия и продемонстрируют свои способности через «Измерение» и будут воссоздаваться каждый сезон с новыми концепциями.

## Название
Название группы «tripleS» означает «Айдол всех возможностей», а три буквы S означают «Социальная сеть, Соне, Сеул».

## История

### Пре-дебют
До прихода в MODHAUS многие участницы уже были вовлечены в индустрию развлечений. Чон Херин была детской актрисой в сериале, дебютировав в 2018 году в веб-сериале Между нами; она также снялась в рекламе японских учебников. Чон Херин и Ким Накен - бывшие стажеры P Nation. Ли Джиу - бывший стажер SM Entertainment, JYP Entertainment, YG Entertainment и FNC Entertainment. Со Дахен была бывшей стажеркой Source Music. Ким Сумин ранее проходила прослушивание в P Nation и Jellyfish Entertainment. Каэдэ была бывшей детской моделью, и она была эксклюзивной моделью для японского журнала Nico☆Puchi до 2019 года; после ее ухода она стала моделью для брендов одежды Lindiha и LIZLISA.
Ким Чэëн - бывшая участница Busters и CutieL, а также актриса и телеведущая детских телешоу Cooking Class, Tok!Tok! Boni Hani, и Quiz Monster. Ким Накен - младшая сестра BIBI и появилась в финальном эпизоде конкурсного шоу SBS The Fan. В 2021 году Со Дахен появилась в эпизоде популярного корейского реалити-шоу Sixth Sense. Сохен была популярной ольччан в социальных сетях.
Ли Джиу и Ким Юëн - бывшие участницы шоу на выживание MBC My Teenage Girl. Ли Джиу дебютировала в качестве актрисы в веб-дораме I:LOVE:DM, а также была главной актрисой в тизерах к шоушоу. Ли Джиу выбыла в шестом раунде, заняв 18-е место, в то время как Ким Юëн выбыла во время финального эпизода, заняв 8-е место. Гон Юбин была участницей кулинарного шоу I am Chef на телеканале Chosun junior, попав в финальный Топ-3. Котонэ была участницей шоу выживания Mnet Girls Planet 999, она выбыла в 11-м эпизоде, заняв места P24 и J09.

### 2022: Запуск группы и дебют Acid Angel from Asia
18 февраля 2022 года Modhaus объявили, что они запустят первую в мире «женскую группу с участием фанатов» и что группа начнëт раскрываться в первой половине года. Группу возглавляет генеральный директор Джейден Чжон, который работал с такими компаниями, как JYP Entertainment, Woollim Entertainment, Sony Music Korea и BlockBerry Creative.
Первый набор участниц раскрывался каждые две недели с мая по сентябрь: (по порядку) Юн Соëн, Чжон Херин, Ли Джиу, Ким Чэëн, Ким Юëн, Ким Сумин, Ким Накен, и Гон Юбин.
12 июля было объявлено, что tripleS будет сотрудничать с GS25. GS25 будет продавать продукты tripleS и автономные фотокарточки во второй половине 2022 года.
8 августа tripleS выпустили свое официальное приложение Cosmo, а также свой первый набор цифровых фотокарточек, которые превращаются в токен NFT для голосования на будущих мероприятиях в приложении.
16 сентября было объявлено, что tripleS начнут подготовку к дебюту, два юнита, включая Acid Angel from Asia и + (KR)ystal Eyes, причем Acid Angel from Asia дебютируют в октябре. Acid Angel from Asia официально дебютировали 28 октября 2022 года с мини-альбомом Access. Дебют имел как коммерческий, так и критический успех, «Generation» был номинирован на The Show, а Access достиг № 1 в чарте альбомов iTunes US K-POP.
Второй набор участниц был объявлен в ноябре (по порядку), Каэдэ и Со Дахен. В ноябре tripleS объявили, что дебютируют в составе 10 человек в начале 2023 года. Фанаты смогут проголосовать из 8 песен за ту, какую песню они хотели бы видеть ведущей.
28 декабря tripleS объявили, что начнут продвигаться в Японии в январе 2023 года. Третий набор участниц начал раскрываться с января 2023 года, Котонэ и Квак Ëнджи и Ниëн.

### 2023: Официальный дебют, дебюты юнитов: +(KR)ystal Eyes, Acid Eyes, LOVElution, EVOLution и NXT

#### tripleS & <Assemble>
13 февраля 2023 года все объявленные участницы, за исключением Котонэ и Ёнчжи, выпустили дебютный мини-альбом Assemble (стилизованный под ASSEMBLE) с заглавным треком «Rising».

#### +(KR)ystal Eyes
17 марта было подтверждено, что  второй юнит +(KR)ystal Eyes, дебютирует в первую неделю мая.
27 марта, Третий Гравита (Third Gravity) провелась, чтобы определить назнание фандома. Выбор произшелся с 8 до 10 апреля, и WAV было определено как победитель, официально стала назнанием фандома tripleS
14 апреля Пак Сохен была объявлена 14-й участницей группы. В видео-анонсе было показано, что Сохен будет продюсировать музыку для проекта +(KR)ystal Eyes.
4 мая +(KR)ystal Eyes официально дебютировали с мини-альбомом Aesthetic и его заглавным треком «Cherry Talk». Однако ни одно музыкальное видео не сопровождало его. На следующий день Modhaus опубликовали заявление в Discord, в котором говорилось, что «ограничительные силы» не позволяют +(KR)ystal Eyes выступать на любых музыкальных шоу, кроме M Countdown, и что их дебютное музыкальное видео было отложено. Позже в тот же день было выпущено музыкальное видео на песню.
21 июня представлен тизер музыкального видео Touch+, и было выпущено видео на песню 22 июня. С 23 дня, +(KR)ystal Eyes могла снова рекламировать на Music Bank, и песня Touch+ была выпущена на стриминговых сервисах.

#### ACID EYES & <Cherry Gene>
1 июня было объявлено, что Acid Angel from Asia и +(KR)ystal Eyes выпустят сингловой-альбом под названием Cherry Gene в качестве объединенного юнита под названием Acid Eyes. Ведущий сингл будет выпущен 6 июня, а физический альбом выйдет - в июле. 6 июня Acid Eyes дебютировали с синглом «Cherry Gene», который является маш-ап двух песни Generation и Cherry Talk.

#### LOVElution
20 апреля было объявлено, что четвертое мероприятие Gravity состоится с 21 по 30 апреля, чтобы определить участниц следующих двух юнитов EVOLution и LOVElution. 15-я и 16-я участницы до тех пор не были объявлены, были распределены в LOVElution и EVOLution (по порядку). Результат Gravity был объявлен, что СоЁн, ХэРин, ЮБин, Каэдэ, ДаХён, Ниен, и СоХён стали участницами LOVElution, пока ДжиУ, ЧеЁн, ЮЁн, СуМин, НаКёнг, Котонэ и ЁнЧи были распределены в EVOLution. Вторая часть Gravity определила порядок дебюта двух групп, и 1 мая LOVElution была определена, чтобы дебютировать в первую очередь.
28 июля было объявлено, что дебют юнита LOVElution проведут первый концертный тур группы. Тур под названием tripleS 1st World Tour 'Authentic' LOVElution in US начнется 24 сентября в Атланте и закончится 14 октября в Лос-Анджелесе.
2 июля Шинию официально была объявлена 15-й участникой группы. 
17 августа LOVElution официально дебютировали с мини-альбомом ↀ (разговорное «Muhan») и музыкальным видео на его заглавный трек «Girls' Capitalism» (Капитализм Девочек).

#### EVOLution
19 июля Маю была объявлена 16-й участницой tripleS, и тоже 8-й и последней участницой EVOLution. 
17 августа tripleS EVOLution запланировала дебютировать 4 октябрь, однако 1 сентября план был заменен из-за Чусок и Азиатских Игр. Группа официально дебютировала 11 октября с мини-альбомом ⟡ (разговорное "Mujuk") и музыкальным видео на его заглавный трек «Invincible».
25 октября 2023 года было объявлено о втором этапе их первого концертного тура под названием «TripleS 1st World Tour [Authentic] EVOLution in Australia». Тур начался 20 декабря в Мельбурне и завершится 23 декабря в Брисбене.
1 декабря было объявлено о новом балладном юните Aria, сформированном путем голосования фанатов. Сингл-альбом Structure of Sadness был выпущен 15 января 2024 года.
11 декабря 2023 года стало известно, что новый юнит NXT состоит из четырех новых участниц. Это было первый юнит, сформированное без голосования фанатов. Начиная с 21 декабря, участники были представлены как Линн, Джубин, Хайен и Шион. 23 декабря NXT дебютировали с цифровым синглом «Just Do It».
3 и 4 февраля 2024 года в Сеуле, состоялся третий этап их концертного тура «tripleS Authentic in Seoul». В первый день состоялись выступления двух юнитов, LOVElution и EVOlution. На второй день были представлены все 20 участниц, представленных на данный момент. Во время концерта было объявлено о новом юните под названием ASSEMBLE24, которое состоит из 24 участниц, включая четырех участниц, имена которых еще не объявлены.

## Рекламные сделки
12 июля 2022 года компания tripleS стала спонсором круглосуточного магазина GS25.
24 ноября 2022 года компания tripleS вступила в партнерство с The Sandbox, игра в виртуальном мире блокчейн, чтобы создать социальный центр для взаимодействия с фанатами и провести различные мероприятия в метавселенной; они выпустят тройки связанных NFT, аватары, носимые устройства и цифровые предметы коллекционирования в игре.
30 ноября 2022 года tripleS стали промоутером корейского модного сайта SEOULSTORE.

## Состав
| Сценическое имя    | Сценическое имя | Номер | Урождённое имя  | Урождённое имя  | Ханча      | День рождения (дд.мм.гггг) | Место рождения                          | Национальность               |
| Кириллический гыль | Хангыль         | Номер | Урождённое имя  | Урождённое имя  | Ханча      | День рождения (дд.мм.гггг) | Место рождения                          | Национальность               |
| ------------------ | --------------- | ----- | --------------- | --------------- | ---------- | -------------------------- | --------------------------------------- | ---------------------------- |
| Юн Со Ëн           | 윤서연          | S1    | Юн Со Ëн        | 윤서연          | 尹舒姸     | 06.08.2003                 | Чун, Тэджон Республика Корея            | Республика Корея             |
| Чон Хэ Рин         | 정혜린          | S2    | Чон Хэ Рин      | 정혜린          | 鄭慧潾     | 12.04.2007                 | Сусонг, Тэгу, Республика Корея          | Республика Корея             |
| Ли Джи У           | 이지우          | S3    | Ли Джи У        | 이지우          | 李知禹     | 24.10.2005                 | Каннам, Сеул, Республика Корея          | Республика Корея             |
| Ким Че Ён          | 김채연          | S4    | Ким Че Ён       | 김채연          | 金彩嬿     | 04.12.2004                 | Канбук, Сеул, Республика Корея          | Республика Корея             |
| Ким Ю Ëн           | 김유연          | S5    | Ким Ю Ëн        | 김유연          | 金琉然     | 09.02.2001                 | Сочхо, Сеул, Республика Корея           | Республика Корея             |
| Ким Су Мин         | 김수민          | S6    | Ким Су Мин      | 김수민          | 金秀珉     | 03.10.2007                 | Намсан, Чун, Тэгу, Республика Корея     | Республика Корея             |
| Ким На Кëн         | 김나경          | S7    | Ким На Кëн      | 김나경          | 金拏炅     | 13.10.2002                 | Ульсан, Чун, Йакса, Республика Корея    | Республика Корея             |
| Гон Ю Бин          | 공유빈          | S8    | Гон Ю Бин       | 공유빈          | 孔裕彬     | 03.02.2005                 | Кихын, Йонгин, Кёнги, Республика Корея  | Республика Корея             |
| Каэдэ              | 카에데          | S9    | Йамада Каэдэ    | 야마다 카에데   | 山田楓     | 20.12.2005                 | Тояма, Япония                           | Япония                       |
| Со Да Хён          | 서다현          | S10   | Со Да Хён       | 서다현          | 徐多賢     | 08.01.2003                 | Суён, Пусан, Республика Корея           | Республика Корея             |
| Котонэ             | 코토네          | S11   | Камимото Котонэ | 카미모토 코토네 | 嘉味元琴音 | 10.03.2004                 | Токио, Япония                           | Япония                       |
| Куак Ён Чи         | 곽연지          | S12   | Куак Ён Чи      | 곽연지          | 郭硏知     | 08.01.2008                 | Чоуол, Куангчу, Кёнги, Республика Корея | Республика Корея             |
| Ниен               | 니엔            | S13   | Цы Ниен Чы      | 쉬니엔츠        | 許念慈     | 02.06.2003                 | Тайбэй, Китайская Република             | Китайская Республика Вьетнам |
| Пак Со Хён         | 박소현          | S14   | Пак Со Хён      | 박소현          | 朴昭玹     | 13.10.2002                 | Республика Корея                        | Республика Корея             |
| Шинию              | 신위            | S15   | Чоу Шинию       | 저우신위        | 周心语     | 25.05.2002                 | Пекин, Китай                            | Китай                        |
| Маю                | 마유            | S16   | Кома Маю        | 코마 마유       | 高麗 真友  | 12.05.2002                 | Томиоко, Гунма, Япония                  | Япония                       |
| Лин                | 린              | S17   | Кауаками Лин    | 카와카미 린     | 川上 凜    | 12.04.2006                 | Токио, Япония                           | Япония                       |
| Чу Бин             | 주빈            | S18   | Чу Бин          | 주빈            | 周彬       | 16.01.2009                 |                                         | Республика Корея             |
| Ха Ён              | 하연            | S19   | Чон Ха Ён       | 정하연          |            | 01.08.2007                 |                                         | Республика Корея             |
| Ши Он              | 시온            | S20   | Пак Ши Он       | 박시온          | 朴示溫     | 03.04.2006                 |                                         | Республика Корея             |
| Ким Че Уон         | 김채원          | S21   | Ким Че Уон      | 김채원          | 金采湲     | 02.05.2007                 |                                         | Республика Корея             |
| Соллин             | 설린            | S22   | Пирада Бунракса | 피라다 분락사   |            | 30.11.2006                 |                                         | Таиланд                      |
| Со А               | 서아            | S23   | Чон Хэ Рин      | 정해린          | 鄭楷潾     | 11.06.2010                 |                                         | Республика Корея             |
| Чи Ён              | 지연            | S24   | Чи Со Ён        | 지서연          | 池諝娫     | 13.02.2004                 |                                         | Республика Корея             |

| Имя             | Дебют                | Страна                         | Юнит | Юнит | Юнит      | Юнит         | Юнит        | Юнит | Юнит             | Юнит    | Примечания            |
| Имя             | Дебют                | Страна                         | AAA  | KRE  | Acid Eyes | LOVE- lution | EVOL- ution | Aria | Visionary Vision | hatchi! | Примечания            |
| --------------- | -------------------- | ------------------------------ | ---- | ---- | --------- | ------------ | ----------- | ---- | ---------------- | ------- | --------------------- |
| Чон Хэ Рин      | 28 октября 2022 года | Республика Корея               |      |      |           |              |             |      |                  |         | Лидер VV              |
| Ким Ю Ëн        | 28 октября 2022 года | Республика Корея               |      |      |           |              |             |      |                  |         | Лидер AAA ; EVOLution |
| Ким На Кëн      | 28 октября 2022 года | Республика Корея               |      |      |           |              |             |      |                  |         |                       |
| Гон Ю Бин       | 28 октября 2022 года | Республика Корея               |      |      |           |              |             |      |                  |         |                       |
| Юн Со Ëн        | 4 мая 2023 года      | Республика Корея               |      |      |           |              |             |      |                  |         | Лидер KRE; LOVELution |
| Ли Джи У        | 4 мая 2023 года      | Республика Корея               |      |      |           |              |             |      |                  |         |                       |
| Ким Че Ëн       | 4 мая 2023 года      | Республика Корея               |      |      |           |              |             |      |                  |         |                       |
| Ким Су Мин      | 4 мая 2023 года      | Республика Корея               |      |      |           |              |             |      |                  |         |                       |
| Ямада Каэдэ     | 4 мая 2023 года      | Япония                         |      |      |           |              |             |      |                  |         |                       |
| Со Да Хëн       | 4 мая 2023 года      | Республика Корея               |      |      |           |              |             |      |                  |         | Лидер Aria            |
| Сюй Ниëн        | 17 августа 2023 года | Китайская Республика · Вьетнам |      |      |           |              |             |      |                  |         |                       |
| Пак Со Хëн      | 17 августа 2023 года | Республика Корея               |      |      |           |              |             |      |                  |         |                       |
| Чжоу Синьюй     | 17 августа 2023 года | Китай                          |      |      |           |              |             |      |                  |         |                       |
| Камимото Котонэ | 11 октября 2023 года | Япония                         |      |      |           |              |             |      |                  |         |                       |
| Квак Ëн Джи     | 11 октября 2023 года | Республика Корея               |      |      |           |              |             |      |                  |         |                       |
| Кома Майю       | 11 октября 2023 года | Япония                         |      |      |           |              |             |      |                  |         |                       |
| Кауаками Лин    | 23 декабря 2023 года | Япония                         |      |      |           |              |             |      |                  |         |                       |
| Чу Бин          | 23 декабря 2023 года | Республика Корея               |      |      |           |              |             |      |                  |         |                       |
| Чон Ха Ён       | 23 декабря 2023 года | Республика Корея               |      |      |           |              |             |      |                  |         |                       |
| Пак Ши Он       | 23 декабря 2023 года | Республика Корея               |      |      |           |              |             |      |                  |         |                       |
| Ким Че Уон      | 8 мая 2024 года      | Республика Корея               |      |      |           |              |             |      |                  |         |                       |
| Пирада Бунракса | 8 мая 2024 года      | Таиланд                        |      |      |           |              |             |      |                  |         |                       |
| Чон Хэ Рин      | 8 мая 2024 года      | Республика Корея               |      |      |           |              |             |      |                  |         |                       |
| Чи Со Ён        | 8 мая 2024 года      | Республика Корея               |      |      |           |              |             |      |                  |         |                       |

## Дискография
- Access (2022)
- Assemble (2023)
- Aesthetic (2023)
- CHERRY GENE (2023)
- ↀ (2023)
- ⟡ (2023)
- Just Do It (2023)
- Structure of Sadness (2024)
- ASSEMBLE24 (2024)
- Inner Dance (2024)
- ### (2024)
- Performante (2024)
- Untitled (2024)

## Фильмография

### Веб-шоу
- Signal (2022, YouTube)[40]
- Convience Store Honey Association (2023, YouTube)

## Концерты

### Концертные туры
- TripleS 1st World Tour [Authentic] (2023)

### Отдельные концерты
- TripleS: Pre-Con <ASSEMBLE> (2023)

### Фотокниги
- Yoon SeoYeon.SSS Atom01 [THE FACE] (23 октября 2022 года)